# きみぴょん
きみぴょんは、千葉県君津市のマスコットキャラクター。

## プロフィール
- 君津市の花、ミツバツツジをモチーフにしている。市内に広がる房総丘陵の豊かな森の中に住み、湖のほとりや川べりに遊びに来る、元気でかわいらしい小さな動物。
- 誕生日：4月23日（年齢不明）
- 生誕地：ミツバツツジの里にある森の中
- 性格：楽しそうなことは何でも気になる
- 友だち：森の精や小鳥たち
- 好きな食べ物：イチゴと桜餅
- 特技：大きなお耳で遠くの声を聞き取れる・葉っぱのお舟をあやつることが出来る
- お気に入りの場所：きれいな水辺、久留里城

## キャラクター誕生
君津市の魅力を伝えるマスコットキャラクターとして全国公募を行い応募総数538点の中から決定した。また、愛称は全国から寄せられた1858件の応募の中から、君津市が「親しみやすさ」や「PRに効果的かどうか」などを基準に審査し「きみぴょん」に決定した。

## キャラクター展開
イラストの活用
- 広報紙でイラストを活用している。

着ぐるみの活用
- 着ぐるみを活用し市内外のイベントで君津市のPRをしている。
- 毎年1月に君津市民文化ホールで行われる「きみつ水と緑のコンサート」（旧名称：きみつ夢未来コンサート）では着ぐるみが登場している。
- 都市対抗野球大会において日本製鉄かずさマジックが出場する際には、東京ドームのスタンドで応援する姿を見ることができる。[1][2]

SNSの活用
- 2010年よりTwitterを活用している。フォロワーは1万6,500人を超える。（@kimipyonn）
- 2017年よりInstagramを活用している。フォロワーは1,500人を超える。（@kimipyon_official）

車のラッピング展開
- コミュニティバス「オレンジドリーム号」・「そよかぜ号」（日野・ポンチョ）にラッピングが施されている。
- コミュニティバス（日産ディーゼル・スペースランナーRM、仮称きみぴょんバス）にラッピングが施されている。
- 生涯学習バス「君津かがやき号」にラッピングが施されている。
- 君津市移動図書館 ひまわり号にラッピングが施されている。

名称の採用
- 小櫃・久留里・松丘・亀山地区 の区域内を運行する君津市デマンドタクシーを「きみぴょん号」と名付けている。

隠れきみぴょん
- 君津駅北口ロータリー周辺にきみぴょんのイラスト入りのタイルが数枚埋め込まれている。
- 君津駅北口ロータリー周辺のマンホールにきみぴょんのイラストが描かれている。
- 小糸川遊歩道の石のベンチにきみぴょんのイラストが描かれている。

## 関連グッズ
君津市に使用申請をして許諾されれば、企業・団体で市が持つイラスト約40点を無料で利用することができる（個人で楽しむ範囲であれば許可は不要）。
- きみぴょんクッキー・どら焼き・日本酒・ストラップ・Tシャツ・トートバッグ・ぬいぐるみ・ポロシャツ・タオル・缶バッジ・消しゴム・メモ帳・ノート・クリアフォルダなど多数

## ゆるキャラグランプリ
- 第1回 ゆるキャラグランプリ2010：参加169キャラ  きみぴょんは不参加
- 第2回 ゆるキャラグランプリ2011：参加348キャラ中53位 　※途中参加（投票開始日から11日後）
- 第3回 ゆるキャラグランプリ2012：参加865キャラ中34位 　千葉県内2位
- 第4回 ゆるキャラグランプリ2013：参加1580キャラ中31位 　千葉県内2位（千葉県参加キャラ53体）
- 第5回 ゆるキャラグランプリ2014：参加1699キャラ中24位 　千葉県内2位（千葉県参加キャラ61体）

## 歴史
2009年
- 4月23日 - デザイン発表（全国公募により応募総数538点の中から決定した。）
- 8月2日 - 着ぐるみ発表（「君津ふるさと祭り」で愛称とともに発表された。）
- 8月2日 - 愛称発表（6月の愛称募集で全国から寄せられた1858件の応募の中から、君津市が「親しみやすさ」や「PRに効果的かどうか」などを基準に審査し「きみぴょん」に決定した。）
- 11月2日 - 君津市コミュニティバス「そよかぜ号」運行（中島・豊英線。車体は日野・ポンチョで、きみぴょんのラッピングが施されている。）

2010年
- 4月23日 -  Twitter開設（@kimipyonn）
- 5月10日 - 君津市コミュニティバス運行（小糸川循環線。日産ディーゼル・スペースランナーRMの中型車で、きみぴょんのラッピングが施されている。名称はないが、市民からは「きみぴょんバス」と呼ばれている）
- 9月 - 生涯学習バス「君津かがやき号」が運行（きみぴょんのラッピングが施されている。）

2011年
- 8月22日 - きみぴょん切手発売（君津市市制施行40周年を記念したきみぴょんのオリジナルフレーム切手で、価格は1シート1,200円）
- 9月11日 - きみぴょんご当地ナンバープレート交付開始。（きみぴょんのイラストが入った原動機付き自転車用ナンバープレート）
- 11月5日 - 君津市民文化ホール駐車場で「きみぴょんグルメグランプリ 」が開催される（名称のみ採用）
- 11月 - ゆるキャラグランプリ2011にエントリー11日遅で途中参加したが、結果は参加349キャラ中53位

2012年
- 10月5日 - 君津市移動図書館 ひまわり号出発式。（ひまわり畑の中で読書するきみぴょんのラッピングが施されている。）
- 11月〜2013年3月 - ラッピングトレイン運行開始（JR東日本の房総の観光キャンペーン「おいでよ房総 春！いろどり」の一環として、ちばのご当地キャラクターラッピングトレインを運転した。きみぴょんを始め、千葉県内のキャラが特急列車にラッピングされた。特急「さざなみ」「新宿さざなみ」 東京・新宿〜館山／ 特急「わかしお」「新宿わかしお」 東京・新宿〜安房鴨川間 ／特急「しおさい」東京〜銚子）
- 11月24日 - ゆるキャラグランプリ2012 参加865キャラ中34位 千葉県内2位

2013年
- 5月 - SUZUKI アルト エコ TVCMに出演
- 9月25日 - 君津市公認ソング「きて！みて！きみぴょん！」が君津市出身のシンガーソングライター渡辺あゆ香より寄贈される。
- 9月25日 - TBS「オールスター感謝祭13秋」18:30～23:48 の生放送に出演。応援団としてチーバくんや県外キャラとともに出演した。
- 10月1日 - 君津市デマンドタクシー「きみぴょん号」が本運行（ラッピングはされておらず、きみぴょんの名称のみが使われた。小櫃・久留里・松丘・亀山地区 の区域内を運行）
- 11月12日 - 君津市立中央図書館でオリジナルレーベルの「きて！みて！きみぴょん！」CDがレンタル開始。市のサイトより音楽ファイル(mp3)の無料ダウンロード開始。
- 11月24日 - ゆるキャラグランプリ2013 参加1580キャラ中31位 千葉県内53体中2位

2014年
- 5月12〜16日 - フジテレビジョン「FNNスーパーニュース」お天気予報コーナーに出演
- 9月26日 - フジテレビジョン「FNNスーパーニュース」お天気予報コーナーに他のキャラとともに出演
- 11月 - ゆるキャラグランプリ2014 参加1699キャラ中24位 千葉県内61体中2位

2015年
- 1月18日 - 第7回きみつ夢未来コンサートに、渡辺あゆ香ときみぴょん（着ぐるみ）が出演し、オーケストラの演奏で｢きて！みて！きみぴょん！｣のダンスを披露した。
- 2月 - アサヒ飲料の「イキイキ！JAPAN」キャンペーンの一環として、君津市内にきみぴょんラッピングのきみぴょん自販機が設置される。（千葉県で自治体のマスコットキャラのラッピング自販機が設置されたのは初めて）

2019年
- 4月23日 - きみぴょん10周年。[3]
- 7月1日 - きみぴょんLINEスタンプ発売。[4]

2021年
- 1月1日 - 新しくなった君津市コミュニティバス（オレンジドリーム号・そよかぜ号・アミー号）が運行（きみぴょんと森の動物たちのラッピングが施されている。）
- 3月1日 - 災害用トイレトレーラーがクラウドファンディング（寄附総額18,167,000円）により完成（きみぴょんが紙飛行機に乗るラッピングが施されている。）[5][6]